# Gran Premi d'Espanya del 2003
Resultats del Gran Premi d'Espanya de Fórmula 1 de la temporada 2003 disputat al Circuit de Catalunya de Montmeló el 4 de maig del 2003.

## Classificació
| Pos | No | Pilot                 | Equip              | Voltes | Temps/ Retirada | Pos. de sortida | Punts |
| --- | -- | --------------------- | ------------------ | ------ | --------------- | --------------- | ----- |
| 1   | 1  | Michael Schumacher    | Ferrari            | 65     | 1h 33' 47. 0    | 1               | 10    |
| 2   | 8  | Fernando Alonso       | Renault            | 65     | + 5.7 s         | 3               | 8     |
| 3   | 2  | Rubens Barrichello    | Ferrari            | 65     | + 18.0 s        | 2               | 6     |
| 4   | 3  | Juan Pablo Montoya    | Williams - BMW     | 65     | + 1' 02.0 min.  | 9               | 5     |
| 5   | 4  | Ralf Schumacher       | Williams - BMW     | 64     | + 1 Volta       | 7               | 4     |
| 6   | 21 | Cristiano da Matta    | Toyota             | 64     | + 1 Volta       | 13              | 3     |
| 7   | 14 | Mark Webber           | Jaguar - Cosworth  | 64     | + 1 Volta       | 12              | 2     |
| 8   | 12 | Ralph Firman          | Jordan - Ford      | 63     | + 2 Voltes      | 15              | 1     |
| 9   | 17 | Jenson Button         | BAR - Honda        | 63     | + 2 Voltes      | 5               |       |
| 10  | 9  | Nick Heidfeld         | Sauber - Petronas  | 63     | + 2 Voltes      | 14              |       |
| 11  | 18 | Justin Wilson         | Minardi - Cosworth | 63     | + 2 Voltes      | 18              |       |
| 12  | 19 | Jos Verstappen        | Minardi - Cosworth | 62     | + 3 Voltes      | 19              |       |
| Ret | 11 | Giancarlo Fisichella  | Jordan - Ford      | 43     | Motor           | 17              |       |
| Ret | 20 | Olivier Panis         | Toyota             | 41     | Caixa canvi     | 6               |       |
| Ret | 10 | Heinz-Harald Frentzen | Sauber - Petronas  | 38     | Suspensions     | 10              |       |
| Ret | 5  | David Coulthard       | McLaren - Mercedes | 17     | Col·lisió       | 8               |       |
| Ret | 16 | Jacques Villeneuve    | BAR - Honda        | 12     | Part elèctrica  | 11              |       |
| Ret | 7  | Jarno Trulli          | Renault            | 0      | Col·lisió       | 4               |       |
| Ret | 15 | Antônio Pizzonia      | Jaguar - Cosworth  | 0      | Electrònica     | 16              |       |
| Ret | 6  | Kimi Räikkönen        | McLaren - Mercedes | 0      | Col·lisió       | 20              |       |

## Altres
- Pole: Michael Schumacher 1' 17. 762

- Volta ràpida: Rubens Barrichello 1: 20. 143 (a la volta 52)